# Gino Ingrosso
Luigi Ingrosso, noto come Gino Ingrosso (Castri di Lecce, 16 giugno 1932 – Lecce, 17 aprile 2010), è stato un paroliere e compositore italiano.

## Biografia
Il padre, suonatore di mandolino, gli trasmette l'amore per la musica.
Si trasferisce a Roma nella seconda metà degli anni cinquanta, per intraprendere la carriera di compositore; qui conosce Paolo Bacilieri, che interpreta due sue canzoni in un album.
Partecipa al Festival di Napoli 1964 con "E si nun fosse vero?", interpretata da Aura D'Angelo ed Enzo Jannace.
Entra poi nello staff della CGD e della CBS, e si trasferisce quindi a Milano. Per la Sugar Music compone oltre cento canzoni fra originali e versioni straniere, tra le quali "Non è la fine" (1964)  cantata da Bobby Solo e "Quella che sa piangere" (1966) interpretata da Gene Pitney.
Partecipa poi a Un disco per l'estate 1970 con "Acqua passata", presentata da Edda Ollari.
Negli anni '80 e '90 incide numerosi dischi di musica folk salentina. Tra i brani di successo: “Torna pe sempre”, “Lu pompieri”, “Ieu pe tie”, “La freseddha” e nel 1985 “Lecce in serie A” per celebrare la prima storica promozione del Lecce nella massima divisione. Vince il primo Festival della canzone leccese “Lucerneddhe lucerneddhe” nel 1979. Tra i suoi cd, l'ultimo in ordine di tempo è stato "Baraonda". 
Alla Siae sono depositate a suo nome 449 canzoni.
È scomparso il 17 aprile 2010 all'età di quasi 78 anni a causa di problemi cardiaci.

## Le principali canzoni scritte da Gino Ingrosso
| Anno | Titolo                  | Autori del testo                      | Autori della musica                 | Interpreti                   |
| ---- | ----------------------- | ------------------------------------- | ----------------------------------- | ---------------------------- |
| 1964 | E si nun fosse vero?    | Filibello e Pinchi                    | Gino Ingrosso e Fanciulli           | Aura D'Angelo e Enzo Jannace |
| 1967 | Un inutile discorso     | Gino Ingrosso                         | Paul Simon                          | Giuliana Valci               |
| 1967 | Le biciclette bianche   | Gino Ingrosso                         | Franco Monaldi                      | Caterina Caselli             |
| 1967 | Incubo n° 4             | Gino Ingrosso                         | Franco Monaldi                      | Caterina Caselli             |
| 1968 | Vieni, vieni ragazzina  | Gino Ingrosso e Antonietta De Simone  | Gryar                               | Rogers                       |
| 1968 | La macchina del piacere | Gino Ingrosso                         | Paul Simon                          | Gianna Mescoli               |
| 1970 | Acqua passata           | Gino Ingrosso e Roberto Vecchioni     | Turi Golino                         | Edda Ollari                  |
| 1971 | Prigioniera             | Alfredo Avantifiori e Italo D'Onofrio | Gino Ingrosso e Alfredo Avantifiori | Edda Ollari                  |
| 1972 | Ricordo di te           | Gino Ingrosso                         | Renato Angiolini                    | Franco Architetti            |
| 1981 | Amada mia               | Ermanno Capelli                       | Gino Ingrosso                       | Tony Dallara                 |